# Ianiropsis breviremis
Ianiropsis breviremis là một loài chân đều trong họ Janiridae. Loài này được Sars miêu tả khoa học năm 1883.